# Tennis ai Giochi olimpici intermedi

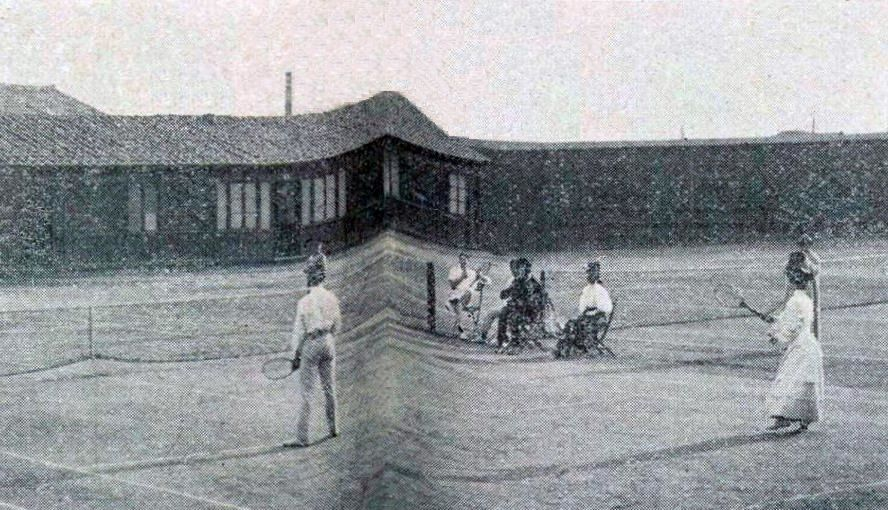
Max Décugis e la moglie Marie, vincitori del Doppio misto ad Atene 1906.

Il tennis ai Giochi olimpici intermedi del 1906 di Atene fu rappresentato da quattro eventi.

## Podi

### Uomini
| Evento                        | Oro                                | Argento                                  | Bronzo                             |
| Singolare maschile (dettagli) | Max Décugis                        | Maurice Germot                           | Zdenek Zemla                       |
| Doppio maschile (dettagli)    | Francia Max Décugis Maurice Germot | Grecia Ioannis Ballis Xenophon Kasdaglis | Boemia Ladislav Žemla Zdenek Zemla |

### Donne
| Evento                         | Oro              | Argento        | Bronzo             |
| Singolare femminile (dettagli) | Esmee Simiriotis | Sophia Marinou | Euphrosine Paspati |

### Misto
| Evento                  | Oro                               | Argento                                   | Bronzo                                  |
| Doppio misto (dettagli) | Francia Marie Décugis Max Décugis | Grecia Sophia Marinou Georgios Simiriotis | Grecia Xenophon Kasdaglis Aspasia Matsa |

## Medagliere
| Posizione | Paese   |   |   |   | Totale |
| --------- | ------- | - | - | - | ------ |
| 1         | Francia | 3 | 1 | 0 | 4      |
| 2         | Grecia  | 1 | 3 | 2 | 6      |
| 3         | Boemia  | 0 | 0 | 2 | 2      |
| Totale    | Totale  | 4 | 4 | 4 | 12     |